# Coccobius virgilii
Coccobius virgilii är en stekelart som först beskrevs av Girault 1929.  Coccobius virgilii ingår i släktet Coccobius och familjen växtlussteklar. Inga underarter finns listade i Catalogue of Life.